# Rwanda Art Museum
Das Rwanda Art Museum (früher Presidential Palace Museum) ist ein 2009 gegründetes Kunstmuseum in Kigali. Zuvor war das Gebäude bis 1994 Wohnsitz von Juvénal Habyarimana, dem damaligen Präsidenten Ruandas. Das Museum befindet sich vier Kilometer östlich des Flughafens Kigali innerhalb des Sektors Nyarugunga des Distrikts Kicukiro.

## Museum
Das heutige Museumsgebäude wurde in den 1970er Jahren gebaut. Es diente bis in die 1990er Jahre als Villa für den damaligen Präsidenten Juvénal Habyarimana. Er kam ums Leben, als sein Flugzeug am 6. April 1994 abgeschossen wurde. Das Attentat war Auslöser für den Völkermord an den Tutsi, in dem innerhalb von drei Monaten etwa 800.000 bis eine Million Menschen getötet wurden. Die Überreste des Flugzeugs können im Museumsgarten besichtigt werden.
Im Februar 2009 wurde die Villa als Presidential Palace Museum der Öffentlichkeit zugänglich gemacht und am 18. Mai 2018 wurde das Museum offiziell in Rwanda Art Museum umbenannt. Seitdem werden zeitgenössische Kunstwerke ruandischer und internationaler Künstler ausgestellt. Das Museum enthält die größte Sammlung von nach dem Völkermord in Ruanda entstandenen Kunstwerken. Neben der Dauerausstellung finden auch temporäre und Wanderausstellungen statt.

## Betreiber
Für den Betrieb der staatlichen Museen in Ruanda war zunächst das zu diesem Zweck 1989 gegründete Institute of National Museums of Rwanda (INMR) zuständig. Im August 2020 wurde das INMR mit der Rwanda Academy of Language and Culture und den Rwanda Archives and Library Services zur Rwanda Cultural Heritage Academy zusammengeschlossen.